# Metropolia Luanda
Metropolia Luanda – jedna z 5 metropolii kościoła rzymskokatolickiego w Angoli. Została ustanowiona 4 września 1940.

## Diecezje
- Archidiecezja Luanda
  - Diecezja Kabinda
  - Diecezja Caxito
  - Diecezja M’banza-Kongo
  - Diecezja Sumbe
  - Diecezja Viana

## Metropolici
- abp Moisés Alves de Pinho (1940-1966)
- abp Manuel Nuñes Gabriel (1966-1975)
- abp Eduardo André Muaca (1975-1985)
- kard. Alexandre do Nascimento (1986-2001)
- abp Damião António Franklin (2001-2014)
- abp Filomeno Vieira Dias (od 2014)